# Mihai Pelin
Mihai Pelin (n. 25 august 1940, Cernăuți – d. 14 decembrie 2007, București) a fost un istoric, scriitor și publicist român.

## Biografie
S-a născut în vara lui 1940, la Cernăuți, de unde familia sa a fugit de Armata Roșie după cedarea acestui teritoriu către URSS. A absolvit Facultatea de Filozofie din București, a fost jurnalist la „Scânteia Tineretului”, „Tribuna României”, „Ramuri” și „Flacăra”. A debutat editorial cu volumul „Redactori și pianiști” (1967) și a fost membru al Uniunii Scriitorilor.
După 1990, a lucrat activ la „Baricada” și „Expres Magazin”, în ultimii doi ani fiind colaborator permanent al ziarelor „Jurnalul Național” și „Cronica Română”. În această perioadă și-a consacrat întreg efortul investigației și studiilor în arhivele comunismului românesc.
A fost primul cercetător care a intrat în Arhivele fostei Securități în scopul publicării documentelor studiate. Rezultat al acestor documentări, a coordonat editarea primelor patru volume ale „Cărții Albe a Securității” (1996-1997).
În ianuarie 2006, Mihai Pelin a fost numit Comandor al Ordinului Solidarității Italiene pentru aportul adus de lucrările sale la elucidarea activității umanitare a unor medici militari italieni în timpul celui de-al Doilea Război Mondial. Pe parcursul anului 2007 a fost spitalizat la Fundeni, unde a decedat, răpus de ciroză.

## Cărți publicate
- Redactori și pianiști, 1967
- Inaderență, 1968
- Miorița nu s-a născut lângă stele (1973)
- Căderea Plevnei, 1977
- Șa pierdută pe mare, 1983
- Speranța, 1984
- Requiem pentru Convenția de la Geneva (ed. I - 1988, Veneția; ed. II - 1996, București)
- Epistolarul Infernului (1993)
- Sioniști sub anchetă (1993)
- Legendă și adevăr (1994)
- Istorii literare și artistice (1996)
- Culisele spionajului românesc (1997)
- Miza războiului (1998)
- Operațiunile Melița și Eterul. Istoria Europei Libere prin documente de Securitate (1999)
- ARTUR – Dosarul lui Ion Caraion (2001)
- Iluziile lui Iuliu Maniu (2 vol, 2001-2002)
- Opisul emigrației politice (2002)[4]
- Genii și analfabeți (2002)
- Italieni, vă ordon, treceți Prutul! (2003)
- Un veac de spionaj, contraspionaj și poliție politică (2003)
- SIE & SRI - Trecutul nu se prescrie (2004)
- Viețile pictorilor, sculptorilor și arhitecților români între legionari și staliniști (2005)
- Diplomație de război, România-Italia 1939-1945 (2005)
- Raidul escadrei trădate (2005)
- Deceniul prabușirilor (1940-1950): viețile pictorilor, sculptorilor și arhitecților români între legionari și staliniști (2005)
- Marele rapt regal (2006)
- Săptămâna Patimilor (23-28 iunie 1940), (2008)